# Myslibořice
Myslibořice (en allemand : Misliborschitz) est une commune du district de Třebíč, dans la région de Vysočina, en République tchèque. Sa population s'élevait à 687 habitants en 2024.

## Géographie
Myslibořice se trouve à 7 km à l'est-nord-est du centre de Jaroměřice nad Rokytnou, à 14,5 km au sud-est de Třebíč, à 43 km au sud-est de Jihlava et à 157 km au sud-est de Prague.
La commune est limitée par Lipník au nord, par Zárubice et Račice à l'est, par Krhov au sud-est, par Radkovice u Hrotovic au sud, et par Jaroměřice nad Rokytnou à l'ouest.

## Histoire
La première mention écrite de la localité date de 1271.

## Transports
Par la route, Myslibořice se trouve à 7,5 km de Jaroměřice nad Rokytnou, à 17 km de Třebíč, à 50 km de Jihlava et à 191 km de Prague.

## Personnalité
- Karl Bartholomaeus Heller (1824-1880), explorateur, botaniste et naturaliste, y est né.